# Glyptodon
Il gliptodonte o glittodonte (Glyptodon Owen, 1839) è un genere estinto di grandi mammiferi originari del Sud America, ma in seguito migrati anche in Centro e in Nord America; comparvero nel Pliocene (circa 5,3 milioni di anni fa) e si estinsero nel Pleistocene (circa 11 700 anni fa).

## Anatomia e morfologia
Questo mammifero lungo circa 3 metri e alto 1,5 metri, dall'aspetto curioso ricordava vagamente gli attuali armadilli, con i quali era imparentato alla lontana. Come questi, era infatti dotato di una corazza costituita da oltre 1.000 tubercoli ossei che andava a ricoprire tutto il corpo, comprese testa e coda e lasciava scoperte solo le zampe. A differenza degli armadilli, però, questo "scudo" era costituito da elementi fusi insieme, che conferivano all'animale un aspetto "da tartaruga" e non gli permettevano di appallottolarsi. 

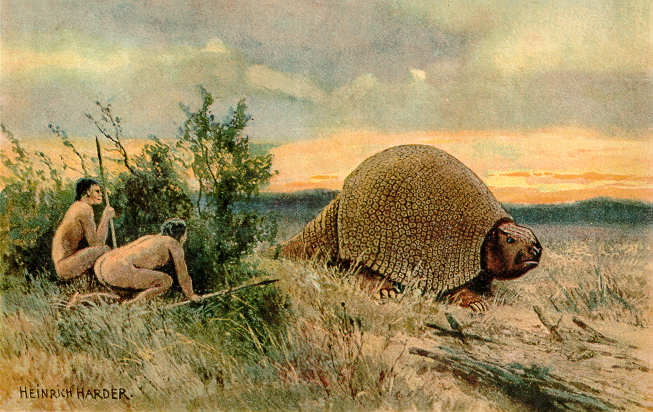
Glyptodon in un dipinto d'epoca di Heinrich Harder

I tubercoli ossei erano poligonali e si incastravano perfettamente fra di loro senza soluzione di continuità. In questo modo il carapace era davvero impenetrabile.
Il capo era fornito di uno scudo cefalico formato da una struttura simile, mentre la coda era circondata da una serie di anelli ossei forniti di corti spuntoni e protuberanze, che rendevano virtualmente inattaccabile l'intero animale. Le zampe, corte e robustissime, potevano essere ripiegate sotto il corpo, e la coda veniva agitata in direzione dei predatori, caratteristiche fisiche sviluppate soprattutto per contrastare i forusracidi, gli uccelli del terrore, dotati di temibili becchi e che costituivano i predatori alfa del Sudamerica.

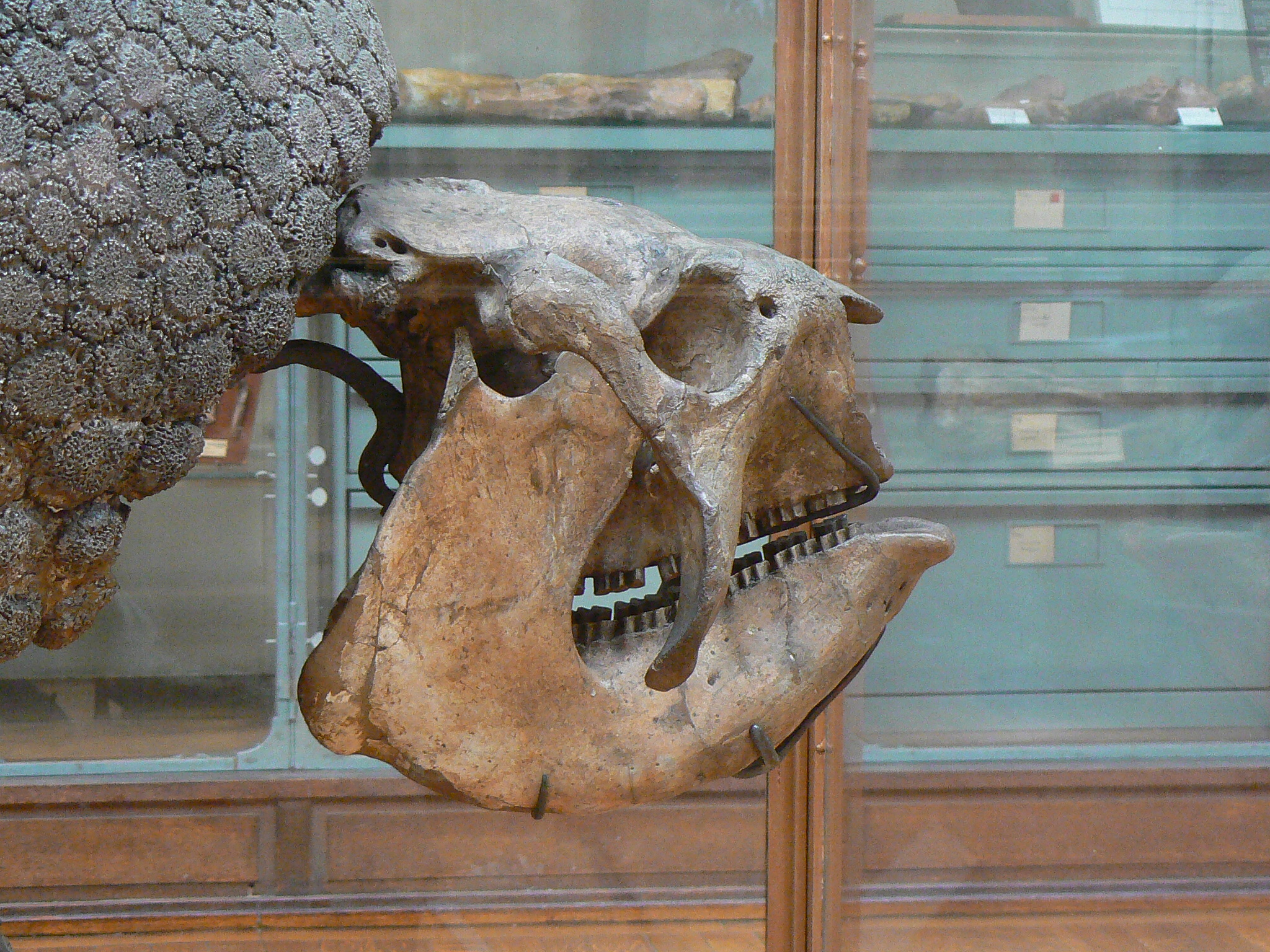
Cranio di Glyptodon asper

Questa incredibile struttura difensiva era eccezionalmente pesante, e le zampe erano costruite in modo tale da poter sorreggere l'animale mentre si spostava per la pampa argentina. Le ossa del bacino, inoltre, erano fuse insieme alle prime vertebre dorsali in modo tale da formare una struttura incredibilmente massiccia e resistente. Naturalmente il gliptodonte non era un campione di velocità, ma la mancanza di movimenti agili era compensata dalla sicurezza con la quale questo animale si muoveva attraverso le pianure.
Il cranio era alto e corto, fornito di ossa zigomatiche molto sviluppate per le inserzioni di muscoli potenti che, insieme ai denti a corona incredibilmente alta, costituivano un apparato masticatorio particolarmente efficace. Le ossa nasali molto alte hanno indotto alcuni paleontologi a ipotizzare l'esistenza di una corta proboscide, per mezzo della quale il gliptodonte poteva raggiungere la vegetazione.

## Biologia e alimentazione
Anche se non ci sono molti dati riguardanti questo genere di mammiferi, è opinione diffusa tra gli studiosi che il Glyptodon vivesse nei pressi di corsi d'acqua, laghi e ruscelli. I gliptodonti erano erbivori; la loro dieta consisteva molto probabilmente in una combinazione di erbe e piante arboree che crescevano vicino all'acqua. I gliptodonti, come altri xenartri, avevano requisiti di energia minori del tipico per i mammiferi, e perciò potevano sopravvivere con quantità di cibo inferiori a quelle necessarie per erbivori di simile massa.

## Nella cultura di massa
Appare nei film della serie L'era glaciale e nel film Doraemon - The Movie: Il Regno delle Nuvole. Appare anche in Jurassic World: il gioco e Jurassic World Alive.